# 乾濕腳政策

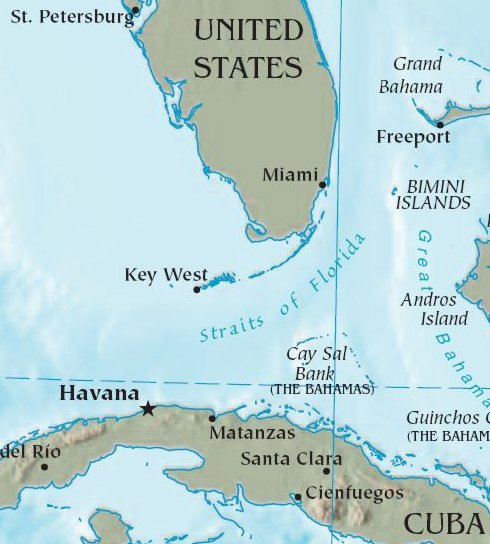
古巴與佛羅里達州相距約145公里

乾濕腳政策（Wet feet, dry feet policy），是美國在1995年制定的針對古巴非法移民的個別政策。簡言之，偷渡到美國的古巴人，凡是在海上被截獲的人（濕腳），則遣返回古巴或轉至第三國；而踏上美國領土的人（乾腳），則有機會獲得居留權。
2017年1月12日，时任美国总统巴拉克·奥巴马在卸任前宣布废除干湿脚政策。

## 背景
1959年古巴革命後，古巴宣布沒收美國在古巴的財產，於是在1960年，美國宣布對古巴實施經濟禁運，之後兩國關係陷入緊張。此時開始，有大批的古巴人逃離古巴，試圖前往美國。1966年，美國通過了《古巴移民修正法》（Cuban Adjustment Act），法案中規定古巴人只要能到達美國領土（包括所屬水域）定居滿一年者，就有機會獲得綠卡。

## 協議
1995年，柯林頓政府與古巴達成協議，美國海岸防衛隊在水上截獲的古巴偷渡者將不再送至美國的難民庇護所，而是從其意願，遣返回古巴或轉送第三國，古巴當局不報復被遣返者；而踏上美國領土者則被允許停留，定居滿一年後即可申請居留權。

## 廢止
2017年，歐巴馬總統在一項聲明中說，即日起廢止此項允許無簽證但可被允許停留在美國土地上的古巴移民政策。他說，古巴方面已經同意接收任何未經許可踏上美國土地的古巴人。同時，他也宣布終止了一項允許在第三世界進行醫療服務的古巴人可直接進入美國的項目。